# Samostan Stavronikita
Samostan Stavronikita (grško starogrško Μονή Σταυρονικήτα, Moní Stavronikíta) je samostan Vzhodne pravoslavne Cerkve v meniški državi Gora Atos v Grčiji. Posvečen je svetemu Nikolaju. Zgrajen je na vrhu skale na vzhodni obali Atoškega polotoka med samostanoma Iviron in Pantokrator. Na njegovem mestu je bil prvi samostan zgrajen že v 10. stoletju. Sedanji samostan je bil kot zadnji atoški samostan uradno posvečen leta 1536. Zaseda petnajsto mesto v hierarhiji dvajsetih atoških samostanov. V njem je zdaj 30-40 menihov.

## Ime
Z imenom samostana je povezanih več protislovnih izročil in zgodb. Eno od izročil pravi, da je ime sestavljeno iz imen dveh menihov, Stavrosa in Nikite, ki sta živela v dveh celicah na tem prostoru še preden je bil samostan zgrajen. Drugo izročilo govori, da je samostan zgradil in po sebi imenoval častnik bizantinske vojske Nikifor Stavronikit, ki je služil cesarju Ivanu I. Cimisku. Tretje izročilo pripisuje ustanovitev samostana patriciju z imenom Nikita. Ker se njegov god po koledarju Vzhodnih pravoslavnih cerkva praznuje na Praznik križa, so patricijevemu imenu dodali besedo Stavros (grška beseda za križ). 
V nekaterih starih dokumentih se imenuje tudi samostan Bogorodice, se pravi da je bil prvotno posvečen materi Božji (Teotokos). Omenja se tudi kot Stravonikita, kar je popačenka izvirnega imena.

## Zgodovina
Protislovne zgodbe o imenu samostana zamegljujejo njegovo zgodovino. V dokumentu priorja Nikiforja iz leta 1012 je podpis meniha ki se bere "Nikifor, menih iz Stravonikite" (grško Νικηφόρος μοναχός ο του Στραβωνικήτα), medtem ko se na dokumentu iz leta 1016 isti menih podpisuje  "iz Stavronikite"(grško του Σταυρονικήτα). Podpisa kažeta, da je samostan Stavronikita obstajal že na začetku 11. stoletja. Po mnenju arheologa Sotirisa Kadasa to pomeni, da je bil samostan zgrajen že v prvih letih organiziranega meništva na Atosu.
Zgodnji del zgodovine samostana se je končal približno konec prve četrtine 13. stoletja zaradi stalnih napadov piratov in posledic četrte križarske vojne, ki je zadala strahoten udarec celemu Bizantinskemu cesarstvu. Opustošeni samostan je naprej prišel pod upravo atoškega pirorja, nato pod upravo samostana Kutlumuš in zatem samostana Filotej. Deloval je kot skit. Leta 1533 so menihi iz Filoteja prodali Stavronikito Gregoriju Giromeriatisu, opatu samostana v Tesprotiji. Leta 1536 je z odlokom patriarha Jeremije I. dobil prvotni status atoškega samostana in s posvetitvijo postal dvajseti in zadnji v hierarhiji dvajsetih atoških samostanov.
Gregorij Giromeriatis je zapustil svoj samostan v Tesprotiji in se za stalno preselil v Stavronikito. V naslednjih letih je veliko energije posvetil obnovi in širitvi samostana. Zgradil je zunanje obzidje, veliko celic in glavno samostansko cerkev (katolikon). Po njegovi smrti leta 1540 je obnavljanje nadaljeval patriarh Jeremija. Samostan Stavronikita je v nasprotju z večino atoških samostanov, ki so privzeli polpuščavniško (idioritmično) zazličico krščanskega meništva, še dolgo po ustanovitvi deloval po načelih kenobitskega meništva. 
Na kasnejšo zgodovino samostana je imela velik vpliv njegova majhnost v primerjavi z drugimi atoškimi samostani, tako po premoženju kot po številu menihov. Razvoj samostana so kljub stalni pomoči atoške skupnosti in pomembnih donatorjev ovirali predvsem spori za zemljo z bližnjimi skiti, predvsm Kutlumušem, in dva velika požara leta  1607 in 1741, v katerih je samostan do tal pogorel. Leta 1628 je bila obnovljena glavna samostanska cerkev in leta 1770 akvadukt in nekaj kapel, med njimi kapela svetega Dimitrija na samostanskem pokopališču ter kapeli nadangelov in petih mučencev.
Grška vojna za neodvisnost na začetku 19. stoletja je bila za vse atoške samostane težka. Samostan se je soočal z zaostrenimi gospodarskimi razmerami zaradi izrednega dolga, s katerim se je financirala vojna, njegovi menihi pa so se po napadih Turkov na Atos razkropili. Opustošen ni bil samo samostan, ampak tudi številne njegove posesti v Vlaški, Moldaviji in drugod. Takšno stanje je trajalo kakšnih deset let, potem pa so Turki zapustili Atos in preživeli menihi so se vrnili.
Razvoj samostana so ponovno ogrozili trije veliki požari leta 1864, 1874 in 1879, ki so povzročili veliko škode. Samostan je bil sicer obnovljen, dolgovi zaradi obnove pa so povzročili nadaljnje propadanje. Razmere so deloma omilila prizadevanja opata Teofila, ki je prišel iz Vatopeda, in opata Vasilija, ki je samostan preusmeril v kenobitski slog meništva.

## Arhitektura
Stavronikita je najmanjši atoški samostan. Njegove največje znamenitosti so stolp na vhodu, akvadukt in več stoletij star drevored cipres pred njegovim zahodnim vogalom.
Katolikon je posvečen svetemu Nikolaju in je najmanjši na Atosu. Zgrajen je bil v 16. stoletju na temeljih cerkve, posvečene materi Božji. Cerkev je okrašena s freskami in ikonostasom slavnega slikarja ikon Teofana Krečana in njegovega sina Simeona. Obednica je na gornjem nadstropju južnega dela samostanskega kompleksa in ima nekaj pomembnih ikonografij.
V drugi polovici 20. stoletja je bil samostan skoraj opuščen in začel počasi propadati. Razen tega je skalo, na kateri je zgrajen, resno poškodovalo več potresov. Skala se počasi kruši in drsi proti morju, zato je stabilnost samostanskih zgradb zaskrbljujoča. 
Center za ohranitev atoške dediščine (grško Κέντρο Διαφύλαξης Αγιορείτικης Κληρονομιάς, krajše Κε.Δ.Α.Κ.), državna ustanova v domeni Ministrstva za Makedonijo in Trakijo, je začel samostan obnavljati in restavrirati. Obširna dela so trajala od leta 1981 do 1999. V tem času so se opravila tudi obsežna dela za stabilizacijo skale, na kateri je samostan zgrajen.

## Kulturni zakladi
Samostan poseduje zelo znano ikono svetega Nikolaja, znano kot "Streidas" (grško  Άγιος Νικόλαος ο Στρειδάς, Sveti Nikolaj z ostrigo). Ime je dobila po tem, da so ikono po naključju odkrili v morju, na svetnikovem čelu pa je bila ostriga. Izročilo pravi, da je po odstranitvi ostrige začelo čelo krvaveti.
Stavronikita ima pomembno zbirko ikon in relikvij, oblačil, obrednih predmetov in drugih dragocenosti. Poseduje tudi 171 rokopisov, od katerih je 58 pisanih na pergamentu. Nekateri rokopisi so bogato ilustrirani in okrašeni.